# Grammis
Le Grammis est l'équivalent suédois des Grammy Awards. La cérémonie se tient habituellement en février à Stockholm. Le prix a été créé en 1969 et a été décerné jusqu'en 1972. En 1987, le Grammis est réapparu dans la vie musicale suédoise.

## Prix décernés
- Chanson de l’année
- Album de l’année
- Artiste de l’année
- Album d’enfant de l’année
- Ensemble classique de l’année
- Soliste classique de l’année
- Compositeur de l’année
- Artiste de musique folklorique de l’année
- Artiste de hard rock/metal de l’année
- Artiste de hip hop/soul de l’année
- Innovateur de l’année
- Artiste de jazz de l’année
- Parolier de l’année
- DVD de l’année
- Révélation de l’année
- Groupe de pop de l’année
- Artiste masculin de pop de l’année
- Artiste féminine de pop de l’année
- Producteur de l’année
- Groupe de rock de l’année
- Groupe de schlager/dansband de  l’année
- Meilleur artiste international
- Catégorie ouverte